# Meerjunker
Der Meerjunker (Coris julis) ist eine Lippfischart, die im gesamten Mittelmeer sowie im Ostatlantik und dem Schwarzen Meer vorkommt. Die Fische sind zum Teil protogyne Hermaphroditen.

## Geographische Verbreitung und Lebensraum
Die Verbreitung des Meerjunkers reicht vom südlichen Schwarzen Meer über das gesamte Mittelmeer bis hin zum östlichen Atlantik. Dort kommt er von der Atlantikküste vor Schweden über die Biskaya bis zur zentralafrikanischen Küste vor Gabun vor. Weiter finden sich Populationen bei den Azoren, vor den Kanarischen Inseln und der Insel Madeira. Meerjunker leben häufig in Sympatrie mit der Schwesterart Coris atlantica. Ihr Lebensraum liegt in Küstennähe und ist vorzugsweise mit Algen bewachsenes Felslitoral oder Seegraswiesen (Posidonia oceanica). Letztere dienen vorwiegend der Aufzucht und bieten den juvenilen Meerjunkern Schutz. Die Tiere halten sich meist in flacherem Wasser bis zu 60 Metern Tiefe auf, im Winter tendenziell eher tiefer. Auch ältere Männchen bevorzugen tieferes Gewässer. Sie kommen jedoch bis zu einer Tiefe von 120 Metern vor.

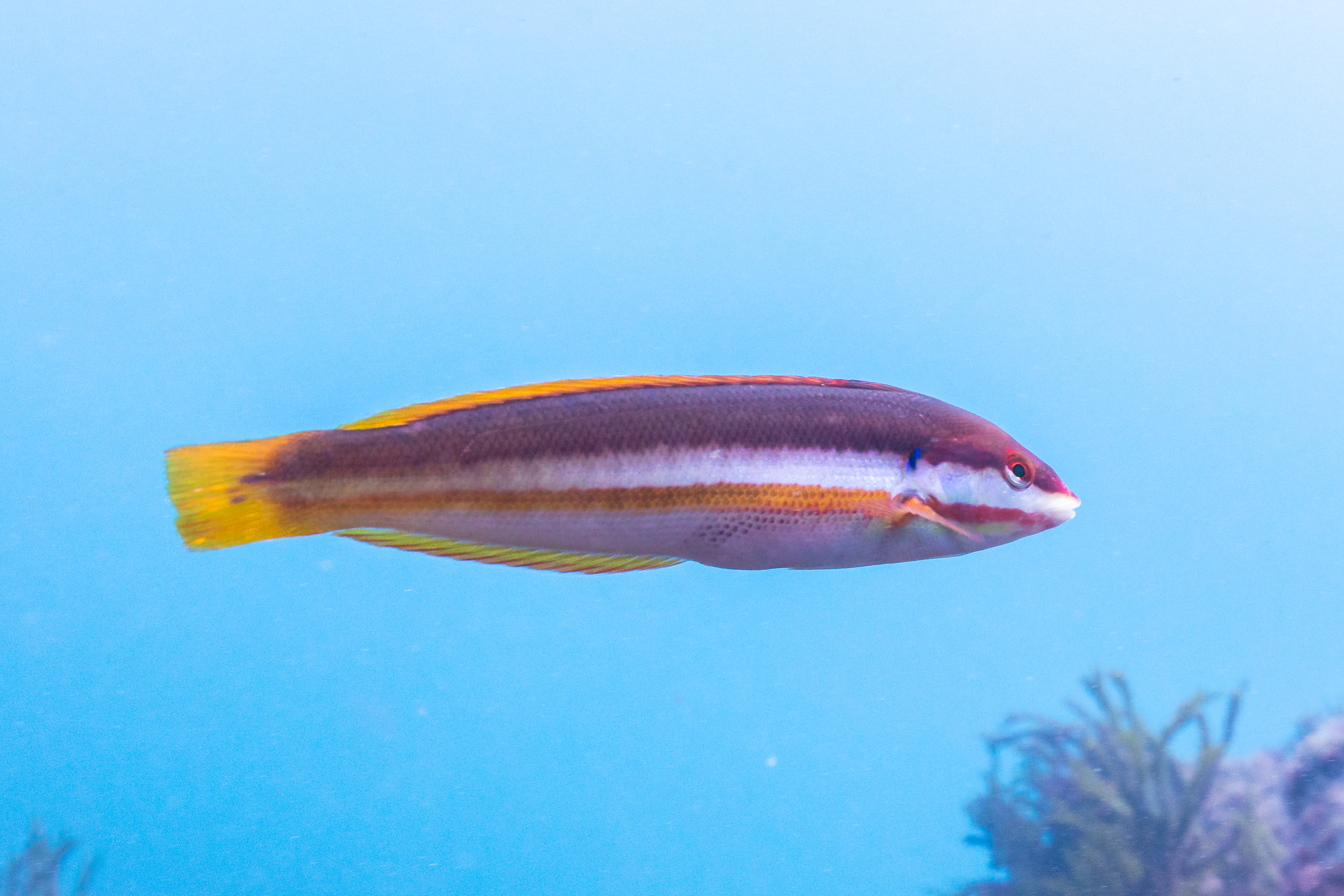
Männliche Phase

## Merkmale
Der Meerjunker hat eine längliche Form und ist weniger hochrückig als viele Vertreter der Labridae. Er hat einen endständigen Mund und wird bis zu 25 cm lang. Die Seitenlinie ist mit mindestens 70 Schuppen besetzt. Die Anfangsfärbung eines Meerjunkers ist ein braun-grünlicher Rücken und ein heller gelblicher Bauch, getrennt durch einen helleren Längsstreifen unterhalb des Seitenlinienorgans und mit einem glänzenden schwarzen bis dunkelblauen Fleck am Rand des Kiemendeckels. Bei Weibchen und primären Männchen (also allen jungen Tieren) ändert sich die Anfangsfärbung kaum. Das farbenprächtigere Kleid von sekundären Männchen (also Männchen, die durch die Geschlechtsumwandlung aus Weibchen hervorgingen) ist rückenseits blaugrün und weist lateral ein orangefarbenes, zickzackförmiges Band sowie einen dunkelblauen Fleck auf, der von der Schulter bis zur Afterflosse reicht. Die Rückenflosse ist dorsal mit einem roten und ventral mit einem dunkelblauen Fleck versehen, Von den acht bis neun Strahlen sind die ersten drei verlängert. Jedoch gibt es auch bei sekundären Männchen intraspezifische Unterschiede. So wird der Körper bei Meerjunkern, die im Atlantik heimisch sind, caudalwärts dunkler und schwärzlich gestreift. Auch die Körperform in den Populationen des Mittelmeers variiert. Fruciano konnte zeigen, dass die Körperform der Meerjunker vor der kroatischen Küste in der Nähe von Split verglichen mit anderen Mittelmeerpopulationen am länglichsten ist. Tiere aus südlicheren Populationen, beispielsweise in der Nähe von Sizilien, haben gedrungenere Körper.
- Flossenformel: Dorsale VIII–X/11–12, Anale III/11–12.

Alle jungen Meerjunker sind entweder Weibchen oder „primäre“ Männchen. Später entwickeln sich aus den meisten Weibchen „sekundäre“ Männchen. Da Meerjunker deswegen zwei sehr unterschiedliche Färbungen aufweisen können, wurde in der ersten Hälfte des 20. Jahrhunderts angenommen, es gäbe zwei Coris-Arten.
Kleine Meerjunker mit schlichtem Kleid wurden der Art Coris giofredi und die größeren, farbenfroher gemusterten der Art Coris julis zugeordnet. Untersuchungen der 1960er Jahre zeigten jedoch, dass es sich bei beiden Formen um dieselbe Art handelt, jedoch um unterschiedliche Geschlechter. Dabei sind die kleiner schlichter gefärbten Tiere entweder Weibchen oder primäre Männchen. Meerjunker mit auffälligerer Farbtracht hingegen sind ausschließlich sekundäre Männchen.

## Geschlechtsumwandlung
Die natürliche Geschlechterverteilung liegt während der Fortpflanzungssaison, also Mitte Juli bis September, bei ungefähr 68 % Weibchen, 25 % primäre Männchen und 7 % sekundäre Männchen. Der hohe Anteil an Weibchen gewährleistet eine hohe Eiproduktion. Alle Weibchen sind kleiner 18 cm. Am Ende der Fortpflanzungssaison, etwa Mitte September bis Ende Oktober (in einigen Fällen schon ab Mitte Juli), findet die Geschlechtsumwandlung von Weibchen zu sekundären Männchen statt. Dann verschiebt sich das Verhältnis zu den sekundären Männchen. Dabei vollziehen sich beim Meerjunker schrittweise morphologische und anatomische Veränderungen. Äußerlich wird zunächst allmählich eine noch blasse rot-blau-weiße Färbung auf der Rückenflosse sichtbar. Dann verfärben sich die braunen Flanken an der Stelle orange, wo später das charakteristische Zick-Zack-Band liegen wird. Die ersten drei Strahlen der Rückenflosse werden länger, der Lateralfleck wird langsam erkenntlich und der Kopf wird grünlicher. Schließlich nimmt der Lateralfleck eine dunkelblaue, das gezackte Band eine kräftig orange und der Bauch eine grün-weißliche Farbe an. Anatomisch beschränkt sich die Umwandlung auf die Veränderung der Gonaden. Dabei sind bei den Weibchen am Rand der Ovarien bereits von Anfang an männliche Keimzellen vorhanden. Daraus bilden sich zunächst mehrere Zellschichten, während die Oocyten im Inneren degenerieren. Je kleiner das Ovarium wird, desto dicker wird die am Rand liegende Zellschicht der männlichen Keimzellen. Schließlich entsteht aus dieser Zellschicht eine männliche Gonade, die sich vom restlichen degenerierten Ovarium abkapselt und seine Funktionsfähigkeit erreicht. Die Umwandlung der Gonaden korreliert nicht gänzlich mit der Veränderung des Habitus, dennoch lassen sich einige Ereignisse zusammenfassen: Während sich die Rückenflosse verfärbt, degeneriert das Ovarium und die Entwicklung der männlichen Gonade findet gleichzeitig mit dem Erhalt des sekundären Kleides statt. Im Gegensatz zu primären Männchen, die kürzere und voluminösere Gonaden haben (20–24 mm Länge, 4–6 mm Durchmesser), sind die der sekundären Männchen länger und schmaler (10–20 mm Länge, 10–15 mm Durchmesser). Die Umwandlung dauert einige Wochen.
Die Geschlechtsumwandlung ist bedingt durch mehrere Faktoren. Dabei spielen die Wechselbeziehungen zwischen den Individuen eine große Rolle. Gibt es einen Mangel an männlichen Tieren, induziert dies den Geschlechtswechsel – selbst bei kleineren Tieren unter 12 cm. Das Territorialverhalten (das nur von sekundären Männchen ausgeübt wird) führt jedoch zum Gegenteil. Deswegen kommt es erst am Ende der Fortpflanzungssaison zur Geschlechtsumwandlung, wenn die Tiere sich nicht mehr territorial verhalten. In Gebieten, in denen sich Meerjunker schon sehr früh im Jahr umwandelten, konnte kein Territorialverhalten beobachtet werden. In einem Versuch von Reinboth wurde gezeigt, dass sich Weibchen nach Verabreichung von Testosteronisobutyrat zu sekundären Männchen umwandelten und dass unter anderem dieses Hormon dem Geschlechtswechsel zugrunde liegt.
Im Allgemeinen liegen die Gründe für einen nacheinander folgenden Hermaphroditismus (asynchroner Hermaphroditismus) in der Tatsache, dass manche Habitate jahreszeitlich nicht stabil sind und die Populationen in bestimmten Phasen im Jahr zurückgehen. In dem Falle, dass nur zwei Individuen einer Art überleben, liegt die Wahrscheinlichkeit, dass es sich dabei um ein Männchen und ein Weibchen handelt, bei 50 %. Angenommen, es wären beide Individuen gleichen Geschlechts, könnte beim asynchronen Hermaphroditismus eine künftige Fortpflanzung dennoch gesichert werden.

## Ernährung
Der Meerjunker ernährt sich insgesamt omnivor, hat jedoch eine Vorliebe für tierische Nahrung. Auf seinem Speiseplan stehen Schnecken (Gastropoda), Krustentiere (Crustacea), Muscheln (Bivalvia), kleinere Fische, Vielborster (Polychaeta), Stachelhäuter (Echinodermata), Asseln (Isopoda), Flohkrebse (Amphipoda) und benthische Algen. Juvenile Fische können auch fakultative Putzerfische sein.

## Fortpflanzung
Mit einem Jahr ist der Meerjunker geschlechtsreif. Die Fortpflanzungssaison beim Meerjunker beginnt ab Mitte Juli und dauert bis September. Zunächst nimmt das Weibchen eine Balzstellung ein, woraufhin ein Umkreisen vom sekundären Männchen folgt. Anschließend schwimmen beide in einer Spirale Richtung Wasseroberfläche. Nach etwa drei Metern Anstieg dreht sich das Weibchen für einen kurzen Moment auf den Rücken und es werden von beiden Geschlechtern die Keimzellen ausgestoßen. Die großen, aber vergleichsweise wenigen Eier werden pelagisch befruchtet. Am Ende der Fortpflanzungssaison gibt es weniger erfolgreiche Verpaarungen; die Weibchen scheinen das Interesse zu verlieren. Es wurde beobachtet, dass primäre Männchen häufig passiv an einem Fortpflanzungsakt teilnehmen, indem sie die Balz zwischen Weibchen und sekundärem Männchen beobachten, jedoch anschließend vom sekundären Männchen vertrieben werden (weshalb angenommen werden kann, dass es sich dabei tatsächlich um primäre Männchen und nicht um Weibchen handelt). Möglicherweise versucht das primäre Männchen selbst an das Weibchen zu gelangen, wenngleich dies auch nicht oft geschieht. Folglich könnte das den geringen Anteil der primären Männchen (25 %) erklären.
Frisch geschlüpfte Meerjunker haben ein planktonisches Larvenstadium von vier bis sechs Wochen und leben in Seegraswiesen, wo sie bessere Versteckmöglichkeiten haben.

## Verhalten
Bei einigen sekundären Männchen kann ein Territorialverhalten beobachtet werden. Diese beginnen mit der Suche nach einem Territorium mit Anfang des Sommers. Sobald ein sekundäres Männchen ein geeignetes Revier gefunden hat, wird es durch ein Imponierverhalten markiert. Dabei hält es sich im Zentrum des Territoriums auf, wo es weit sichtbar ist, oder es umschwimmt die Grenzen des Territoriums mit aufgerichteter Rückenflosse, sodass die rot-blau-weiße Färbung erkenntlich ist. Hierbei ist die Größe des Tieres nicht zwangsläufig der entscheidende Faktor; auch kleinere Meerjunker können gegenüber größeren ein erfolgreiches Territorialverhalten aufzeigen, der Grund ist jedoch ungeklärt. Möglicherweise wird das Imponierverhalten deutlicher wahrgenommen als die Größe des Artgenossen. Verteidigungshandlungen werden jedoch nur gegen Männchen unternommen, woraus zu schließen ist, dass Meerjunker zwischen primären Männchen und Weibchen unterscheiden können. Das territoriale Männchen muss sich auch gegenüber anderen Nachbararten behaupten. Dabei gilt, dass die Akzeptanz durch die Nachbarn mit zunehmender Dauer des Territorialbesitzes steigt. Bis Mitte Juli erreicht die Intensität des Territorialverhaltens ihren Höhepunkt, um dann wieder in schwächerer Form zu wirken. Ende September dulden territoriale Männchen auch andere Männchen. Ein Territorium bietet einem Meerjunker einen Nahrungsplatz und einen Fortpflanzungsort. Meerjunker, die nicht territorial sind (also primäre Männchen und Weibchen), leben zeitlebens ortsgebunden.
Der Meerjunker schläft im Sediment und das Eingraben in selbiges ist sowohl von den Lichtverhältnissen als auch von der Temperatur abhängig. Nicht nur durch die Dunkelheit, sondern auch durch kaltes Wasser kann bei Meerjunkern ein Schlafverhalten, also ein Eingraben im Sediment induziert werden. Im Hochsommer sind sie von 6 Uhr morgens bis 20 Uhr wach, während die Wachphase Ende des Winters nur von 8.30 Uhr bis 15.30 Uhr reicht. Auch als Fluchtreaktion graben sich Meerjunker bis zu fünf Zentimeter ins Sediment ein.

## Chromosomale Untersuchungen
Die Chromosomenzahl bei Meerjunkern beträgt 48. Dabei besitzen Weibchen und sekundäre Männchen 38 akrozentrische sowie 10 metazentrische und primäre Männchen 37 akrozentrische sowie 11 metazentrische Chromosomen. Die Chromosomen lassen sich zu 23 Chromosomenpaaren von homologen Chromosomen zusammenfassen sowie einem 24. Chromosomenpaar, das drei unterschiedliche Kombinationsmöglichkeiten aufweisen kann:
a) Zwei identisch große akrozentrische Chromosomen
b) Je ein großes und ein kleines akrozentrisches Chromosom
c) Je ein großes akrozentrisches und ein größeres metazentrisches Chromosom
Dabei zeigte Duchac, dass Kombinationsmöglichkeit a) selten und nur bei Weibchen auftritt, Kombinationsmöglichkeit b) bei Weibchen und sekundären Männchen und Kombinationsmöglichkeit c) ausschließlich bei primären Männchen. Mit großer Wahrscheinlichkeit handelt es sich bei Weibchen mit Kombinationsmöglichkeit a) um lebenslang funktionsfähige Weibchen, die ihr Geschlecht zeitlebens behalten. Diese sind allerdings selten und machen nur ein Sechstel aller Weibchen aus. Außerdem wird durch das größere metazentrische Chromosom ersichtlich, dass nur primäre Männchen die gleichen zeugen können und beweist damit die Tatsache, dass auch diese sich fortpflanzen.

## Besonderheiten
Das optische Vermögen der Meerjunkers ist vergleichsweise gut entwickelt. Das Diencephalon (das die meisten optischen Schaltstationen im Gehirn enthält) des Meerjunkers ist größer als das des Mönchsfischs Chromis chromis und die Netzhaut des Meerjunkers gehört zum Typ „Hell“-Retina mit vielen Zapfen, die wichtig für eine tagaktive Lebensweise sind. Auch eine Fovea ist vorhanden, die zentral liegt und eine deutliche Grube aufweist. Diese Eigenschaften zeugen von einer guten Sehleistung dieser Lippfischart.
Da der Meerjunker nicht so thermophil ist wie der Meerpfau (Thalossoma pavo), wird er in vielen warmen und Flachwassergebieten von diesem verdrängt. Im Golfe du Lion (Frankreich) nehmen die Populationsgrößen hingegen zu; Gründe dafür sind der Bau von Staudämmen in der Rhone, die einen Kaltwasserzufluss verringern, und wahrscheinlich der Klimawandel.